# Manos Limpias
Manos Limpias (« Mains propres » en espagnol) est une association espagnole d'extrême droite fondée en 1995 par l'avocat Miguel Bernad Remón, ex-dirigeant de Fuerza Nueva, le parti nationaliste de Blas Piñar. Enregistrée comme syndicat, son axe d'action est la lutte contre la corruption.

## Statut
Cette organisation a été enregistrée officiellement en tant qu'association syndicale, en 1995, sous le nom de « Sindicato Colectivo de Funcionarios Manos Limpias », puis a été renommée et enregistrée en 2017 sous le nom de « Asociación Sindical de Funcionarios Públicos Manos Limpias España ».
Elle se présente comme un syndicat de fonctionnaires, et a été présentée par les médias principalement comme un « syndicat d'extrême-droite », mais aussi comme un « syndicat autodéfini », un « pseudo-syndicat », ou encore « une machine à plaintes et d’extorsion de fonds ».

## Activité
Son fondateur, l'avocat Miguel Bernad, est une figure importante de l’extrême droite en Espagne. Il est également connu pour ses déboires judiciaires. En 2011, prétextant défendre les victimes d’une société abusive, Miguel Bernad et son avocate démarchent des milliers de personnes flouées et se partagent l’argent récolté, avant d’être condamnés pour détournement. Il lui est également reproché de réclamer de l’argent à des personnes ou des sociétés dont le nom apparaît dans un scandale en échange d’une plainte évitée ou retirée par Manos Limpias.
Dénué de représentation institutionnelle en 2009, ce syndicat s'est néanmoins illustré en lançant plusieurs attaques judiciaires contre des mouvements de gauche, ainsi que contre le magistrat Baltasar Garzón à la suite de sa tentative de rouvrir le dossier des crimes amnistiés du franquisme. Celui-ci est une cible de longue date de Manos Limpias, qui a déposé pas moins de 19 plaintes contre lui depuis 1997 sans qu'aucune, jusqu'alors, ne soit couronnée de succès,. 
Le juge Juan del Olmo et la procureur Olga Sánchez ont aussi été attaqués sans succès, celui-là pour supposée destruction de preuves concernant les attentats du 11 mars 2004, accusation qui a été rejetée. Le syndicat a aussi tenté de s'opposer à la loi autorisant le mariage homosexuel, et a essayé plusieurs procédures judiciaires contre des nationalistes catalans ou basques. En 2005, il a déposé une plainte déposée contre « Los Lunnis », une émission pour enfants diffusée à la télévision espagnole, pour avoir montré un mariage entre deux hommes.
Le 16 avril 2024, à la suite d'une plainte de Manos Limpias, un juge d'instruction de Madrid ouvre une information judiciaire à l'encontre de Begoña Gómez, l'épouse de Pedro Sánchez, alors président du gouvernement d'Espagne, au chef de « trafic d'influence » en raison de ses liens professionnels avec des entreprises privées ayant bénéficié d'aides publiques de l'État lorsque son mari était à la Moncloa,,.